# محمدباقر قالیباف در انتخابات ریاست‌جمهوری ایران (۱۴۰۳)
محمدباقر قالیباف برای چهاردهمین انتخابات ریاست جمهوری در تاریخ ۲۰ خرداد ۱۴۰۳ از سوی شورای نگهبان جهت ورود به انتخابات ریاست‌جمهوری احراز صلاحیت شد.

## ثبت‌نام

### نام‌نویسی
وی در تاریخ ۱۴ خرداد ۱۴۰۳، در آخرین روز ثبت‌نام انتخابات ریاست‌جمهوری ایران (۱۴۰۳)، با حضور در وزارت کشور، به‌منظور نامزدی در انتخابات ریاست‌جمهوری ثبت‌نام کرد. وی همزمان با ثبت‌نام در انتخابات، سمت رئیس مجلس شورای اسلامی را بر عهده دارد.

### احراز صلاحیت
صلاحیت محمدباقر قالیباف روز ۲۰ خرداد ۱۴۰۳ ازسوی شورای نگهبان برای نامزدی چهاردهمین دوره انتخابات ریاست‌جمهوری احراز شد.

## ستاد انتخاباتی و شعار
محمدباقر قالیباف در اولین برنامه تبلیغاتی خود از شعار دولتش رونمایی کرد. وی شعار «خدمت و پیشرفت» را برای دولت مدنظر و پویش تبلیغاتی خود برگزید.

## فعالیت‌های تبلیغاتی

### سفرها
- خوزستان
- مازندران
- کرمان
- قزوین [۸]
- آذربایجان شرقی
- خراسان رضوی

### همایش‌ها
- همایش اعضای مرکزی ستادهای انتخاباتی
- گردهمایی کارگران و بازنشستگان لشکری، کشوری و تأمین اجتماعی
- همایش زنان، پیشران پیشرفت ایران

### مستند
- من رزمنده‌ام
- تردید ندارم که بر مشکلات فائق می شویم

## وعده‌های انتخاباتی
- خرید مسکن توسط کارگران با کنار گذاشتن همه درآمد ۷ و نیم ساله‌اش[۹]
- افزایش حقوق کارکنان، بازنشستگان و حداقل دستمزد کارگران به میزان تورم سالانه[۱۰]
- اجرای پروژه‌های فرهنگی، مقررات‌گذاری، تنظیم‌گری و تکریم حقوق فرهنگی و اجتماعی مردم[۱۱]
- گشایش در سیاست خارجی و جذب سرمایه خارجی[۱۲]
- اهدای واحد ۷۵ متری برای زوج‌های جوان[۱۳]
- اضافه کردن ۳۳۰ هزار هکتار زمین به ظرفیت سکونتگاهی
- ثبات اقتصادی و مهار تورم به تدریج و در طی اجرای برنامه هفتم پیشرفت
- تمرکز زدایی از دولت، هوشمندسازی، شفاف سازی و مردمی‌سازی سیستم اداری کشور
- حل مشکلات تولید خودرو و قیمت بازار آن برای مصرف‌کننده
- تعامل با جهان با شعار عزت، حکمت و مصلحت و رفع تحریم‌ها
- تقویت محور مقاومت و استفاده از ظرفیت آسیا و اوراسیا
- اجرای قانون ساماندهی نیروهای شرکتی
- بهبود وضعیت معیشتی کادر درمان، بازنشستگان و کارمندان
- اجرای کامل قانون کالابرگ
- سرمایه‌گذاری و رشد اقتصادی با حضور مردم
- تبدیل شدن ایران به مقصد پروازی
- جذب سرمایه قابل توجه با بهره‌گیری از ظرفیت بخش خصوصی
- حل موضوع اتباع بیگانه غیرمجاز

## حامیان

### افراد

#### سیاستمداران
- سردار  فرهاد  یعقوبی  قزوینی
- محمدرضا باهنر دبیرکل جامعه اسلامی مهندسین[۱۴]
- محمداسماعیل کوثری نماینده حوزه انتخابیه تهران، ری، شمیرانات، اسلامشهر و پردیس در مجلس شورای اسلامی[۱۵]
- محمدحسن نامی وزیر ارتباطات و فناوری اطلاعات دولت دهم[۱۶]
- مهدی روشنفکر نماینده حوزه انتخابیه بویراحمد، دنا و مارگون در مجلس شورای اسلامی
- محمدرضا اسکندری وزیر جهاد کشاورزی دولت نهم و مدیرعامل منطقه آزاد تجاری-صنعتی اروند
- سید محمد حسینی معاون امور مجلس رئیس‌جمهور ایران دولت سیزدهم و وزیر فرهنگ و ارشاد اسلامی دولت دهم
- مهدی چمران عضو و رئیس شورای شهر تهران
- حبیب کاشانی عضو شورای اسلامی شهر تهران در دوره دوم، سوم و چهارم
- رسول فرخی میکال نماینده دوره یازدهم حوزهٔ انتخابیهٔ لاهیجان و سیاهکل در مجلس شورای اسلامی
- وحید جلال‌زاده نماینده حوزه انتخابیه ارومیه در مجلس شورای اسلامی
- احمد دنیامالی نماینده حوزه انتخابیه بندر انزلی در مجلس شورای اسلامی
- محمد خدابخشی نمایندهٔ حوزهٔ انتخابیهٔ الیگودرز در مجلس شورای اسلامی
- اکبر رنجبرزاده نمایندهٔ حوزهٔ انتخابیهٔ شهرستان اسدآباد در مجلس شورای اسلامی
- فریدون حسنوند نمایندهٔ حوزهٔ انتخابیهٔ اندیمشک در مجلس شورای اسلامی

#### پزشکان
- مجید سمیعی پزشک و جراح مغز و اعصاب[۱۷]

### حزب و تشکل‌ها
- حزب مؤتلفه اسلامی[۱۸]
- جامعه اسلامی مهندسین
- ائتلاف وفاق ملی جوانان ایران
- حزب نسل نو
- جبهه وفاق ایران اسلامی
- کانون دانشگاهیان ایران اسلامی
- جمعیت وفاداران انقلاب اسلامی
- شورای مرکزی کانون ایثارگران آموزش عالی
- جامعه اسلامی کارمندان ایران
- ستاد ملی جامعه حمل و نقل ایران
- مرکز هماهنگی دانش‌آموزان انقلاب اسلامی
- شورای هماهنگی تشکل‌های انقلابی فرهنگیان
- حزب خدمت و مطالبه مردمی ایران
- جامعه مهندسین انرژی کشور

### رسانه
- فردا نیوز
- صبح نو
- افکار نیوز
- ساعت ۲۴